# Lwowe (Krym)
Lwowe (ros. Львово, ukr. Львове) – wieś na Krymie, w rejonie kerczeńskim (według ukraińskiego podziału administracyjnego) lub w rejonie lenińskim (według rosyjskiego podziału administracyjnego). Według danych z 2014 roku wieś była zamieszkiwana przez 5 osób.